# 46. østlige længdekreds
Den 46. østlige længdekreds (eller 46 grader østlig længde) er en længdekreds, der ligger 46 grader øst for nulmeridianen. Den løber gennem Ishavet, Europa, Asien, Afrika, det Indiske Ocean, det Sydlige Ishav og Antarktis.